# Kozacze (rejon humański)
Kozacze (ukr. Козаче) – wieś na Ukrainie, w obwodzie czerkaskim, w rejonie humańskim, w hromadzie Chrystyniwka. W 2001 liczyła 275 mieszkańców, spośród których 261 wskazało jako ojczysty język ukraiński, 14 rosyjski, a 1 bułgarski.